# José Sand
José Gustavo Sand (Bella Vista, 17 luglio 1980) è un ex calciatore argentino, di ruolo attaccante.

## Carriera

### Club
Sand iniziò la carriera nel River Plate, dove rimase un anno prima di trasferirsi al Colón (SF). L'anno seguente andò a giocare in seconda divisione argentina con la maglia dell'Independiente Rivadavia. Le sue peregrinazioni continuarono anche negli anni seguenti: nel 2001 giocò al Vitória, nel 2002 ai Def. de Belgrano, nel 2003 di nuovo al River prima di essere ceduto nel 2005 al Banfield.
Nel 2006 tornò nuovamente al Colón, prima di firmare nel 2007 per il Lanús. Il rendimento con la nuova maglia è elevato: 15 gol nell'Apertura 2007, decisivi per la conquista del titolo, ed altri 7 nel Clausura 2008, per un totale di 22 gol stagionali. Identico il rendimento nell'Apertura 2008, nel quale realizza 15 gol in 18 partite.
Nel Clausura 2009 mantiene i medesimi ritmi: con la quaterna rifilata all'Independiente il 6 aprile 2009 si porta a quota otto reti in altrettante partite. Con uno score di 50 gol in 67 partite, nell'agosto 2009 lascia il Lanús per trasferirsi all'Al-Ain, negli Emirati Arabi Uniti, anche qui si conferma ad alti livelli, alla prima stagione ben 25 reti in 30 presenze.
Dopo una parentesi in Spagna al Deportivo La Coruña, nel 2011 si trasferisce ai messicani del Club Tijuana.
L'8 luglio 2012 torna in Argentina, ingaggiato dal Racing Club.

### Nazionale
Ha esordito con la nazionale argentina il 15 ottobre 2008 nel match contro il Cile, valido per le qualificazioni al Mondiale 2010.

## Palmarès

### Club
- Campionato argentino: 2

Lanús: Apertura 2007, 2016
- Supercopa Argentina: 1

Lanús: 2016

### Individuale
- Capocannoniere del Campionato argentino: 3

Apertura 2008 (15 gol), Clausura 2009 (13 gol), 2016 (15 gol)
- Capocannoniere della UAE Pro-League: 1

2009-2010 (24 gol)
- Capocannoniere della Coppa Libertadores: 1

2017 (9 gol)